# Hermannskogel
Der Hermannskogel ist mit 544 m ü. A. der höchste Punkt des Gemeindegebiets von Wien und liegt im 19. Wiener Gemeindebezirk Döbling. Die Landesgrenze zwischen Wien und Niederösterreich verläuft rund 150 Meter nördlich des Hermannskogelgipfels. Die Habsburgwarte auf 542 m ü. A. knapp südwestlich des höchsten Punktes war bis 1918 der Fundamentalpunkt im Vermessungsnetz Österreich-Ungarns.

## Geografie und Geologie

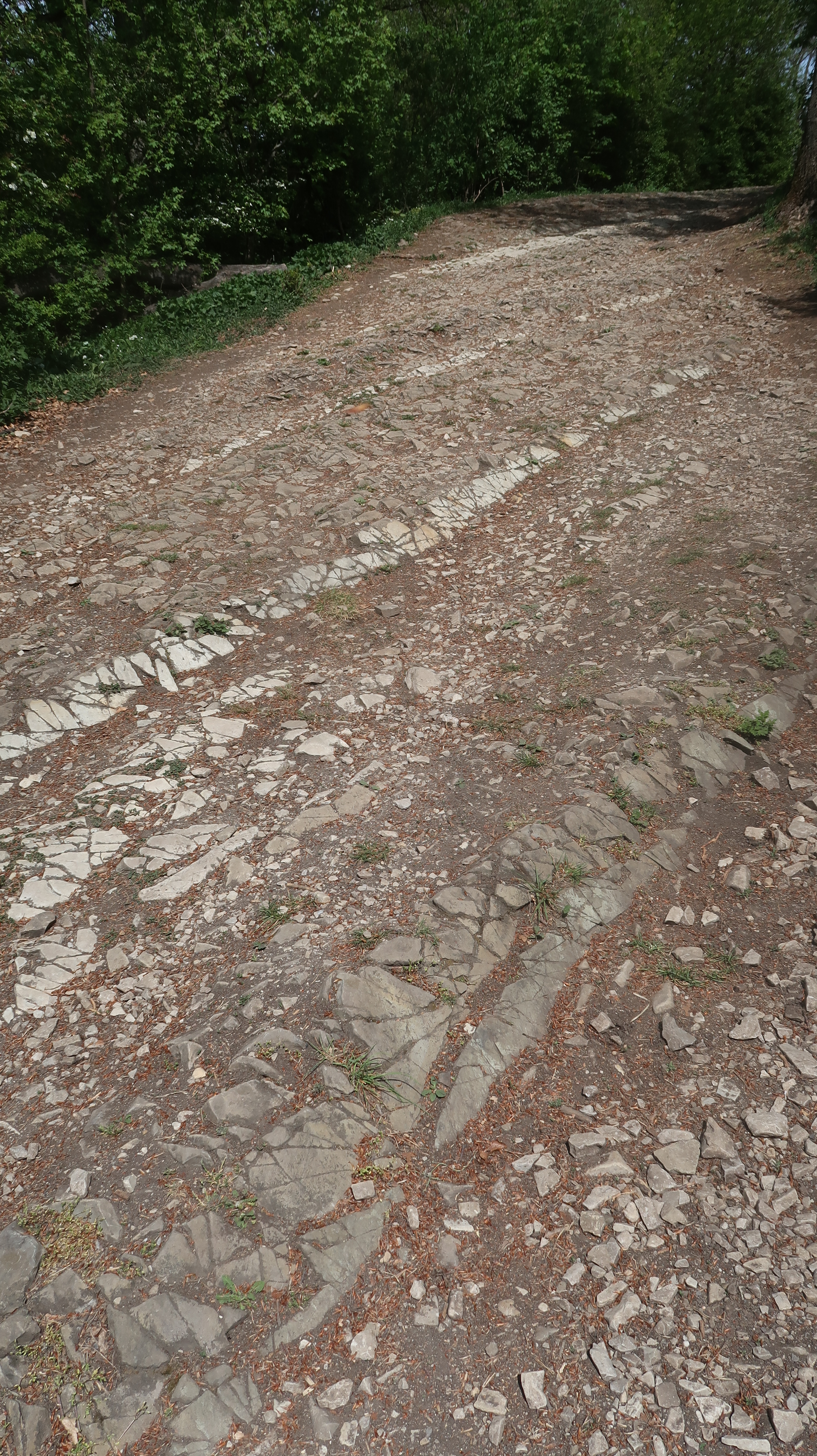
Die Schichtkanten auf dem Weg zum Hermannskogel, Koordinaten 48.270173, 16.292691

Der Hermannskogel ist ein bewaldeter, kammartiger Berg im nördlichen Wienerwald. Mit 544 Metern ist er der Hauptgipfel des Kahlengebirges und der höchste Berg Wiens. Er liegt in einem nordöstlichen Ausläufer der Ostalpen und ist geologisch der Flyschzone zugehörig, die aus Quarz- und Kalksandstein, Mergel und anderen Sedimenten zusammengesetzt ist. Besonders gut sind die nach Südost einfallenden, nur wenige Zentimeter dicken Flysch-Schichten am südwestlichen Aufstiegsweg kurz vor dem Gipfel zu erkennen, wo der Ausbiss mehrere klippenartige Stufen bildet.
Drei Kilometer östlich des Hermannskogels liegen die Wiener Hausberge Kahlenberg und Leopoldsberg, hinter denen sich die Wiener Pforte (Durchbruch der Donau durch den Wienerwald) befindet, und in der halben Distanz der Vogelsangberg sowie im Südwesten der Dreimarkstein.

## Geschichte
Erste urkundliche Erwähnung fand der Berg 1355 als hermannschobel im Zehentregister des Stifts Klosterneuburg. Der Name geht auf den im Mittelalter gebräuchlichen Vornamen Hermann zurück und enthält als Grundwort den in Bergnamen oft vorkommenden Begriff Kogel oder Kobel für einen kegelförmigen Berg. Im Mittelalter war der Hermannskogel noch mit Weingärten bedeckt. 1256 wurde das Dorf von Albero von Feldsberg dem Stift Klosterneuburg abgetreten. 1346 war der Ort noch vorhanden, ging dann jedoch Ende des 15. Jahrhunderts zu Grunde, vermutlich durch die Verheerungen der Ungarn. Mit dem Dorf verschwanden schließlich auch die Weingärten und wilder Waldwuchs bedeckte den Gipfel erneut.
1683 lagerte hier das Entsatzheer aus Sachsen und anderen Teilen des Heiligen Römischen Reichs, das die Zweite Wiener Türkenbelagerung beendete. Im 19. Jahrhundert wurden mehrere Ansuchen des Stifts Klosterneuburg abgelehnt, auf dem Hermannskogel eine Aussichtswarte zu errichten. Erst 1888 wurde die 27 Meter hohe Habsburgwarte (1938–1974 Hermannskogelwarte) erbaut und ein Jahr später eröffnet.

## Der Hermannskogel als Fundamentalpunkt

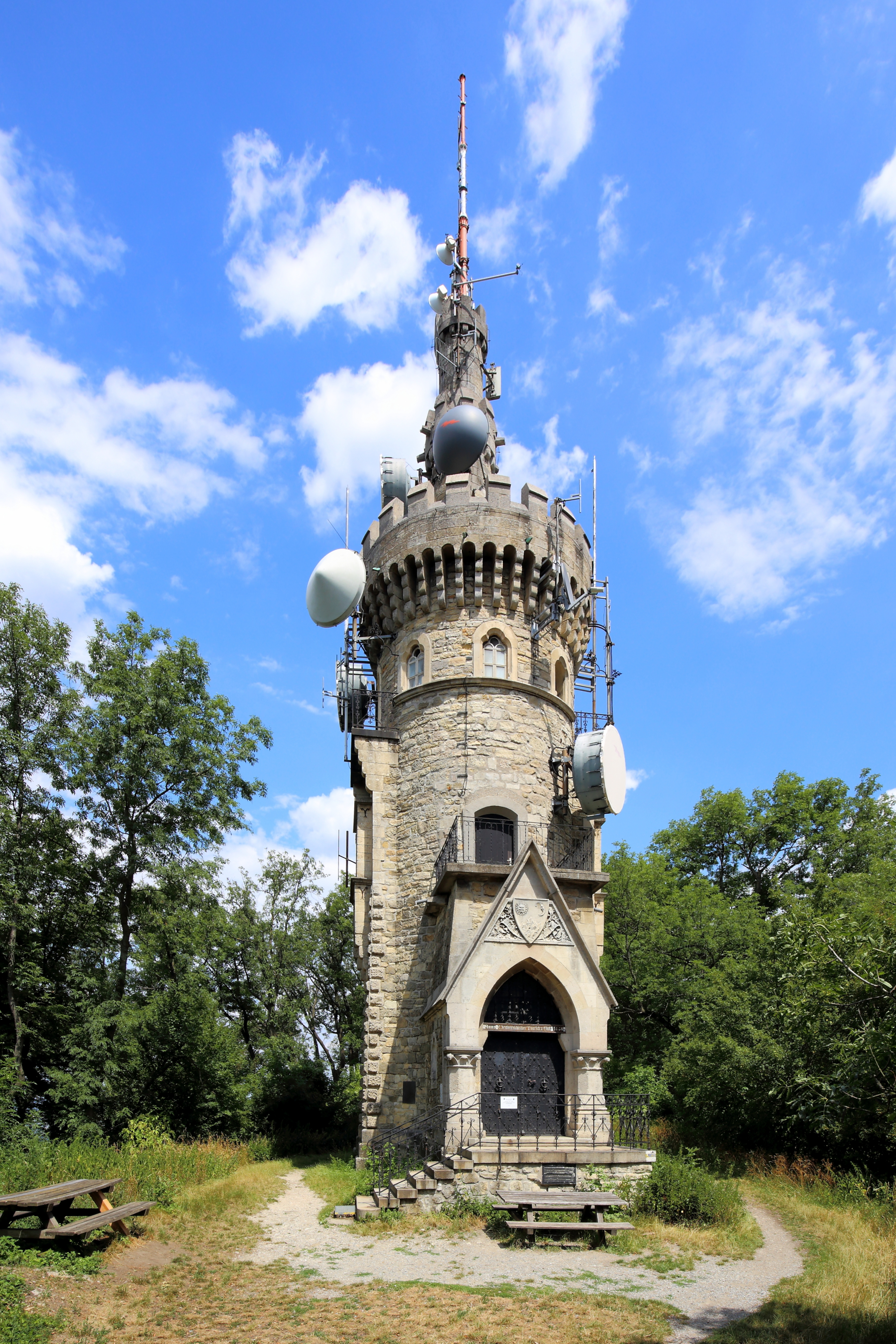
Habsburgwarte

Die Habsburgwarte auf dem Gipfelplateau der Sandsteinkuppe wurde zum Ende des 19. Jahrhunderts als Fundamentalpunkt (Koordinatenursprung) der Landesvermessung von Österreich-Ungarn gewählt. In den 1920er Jahren ging Österreich jedoch (wie Deutschland) auf das 3°-Streifensystem der Gauß-Krüger-Projektion über. Als Fundamentalpunkt hatte der Hermannskogel dieselbe Funktion wie der Rauenberg in Berlin. In nächster Zeit wird der Übergang auf das Europäische Terrestrische Referenzsystem erfolgen.